# Vinji Vrh pri Semiču
Vinji Vrh pri Semiču este o localitate din comuna Semič, Slovenia, cu o populație de 47 de locuitori.